# Original
Original er en film instrueret af Alexander Brøndsted og Antonio Steve Tublén efter eget manuskript.

## Handling
Henry er en bleg kopi af livet. Den unge bankfuldmægtige prøver så ihærdigt at tilpasse sig andres forventninger, at han for længst har mistet sig selv. Så dukker Jon op ud af det blå og overtaler Henry til at tage med til Spanien og åbne en ægte bodega. Olé. Hvo intet vover, og Henry har alligevel ikke så meget at miste. Men først må han lige en tur i IKEA, til København og sige farvel til sin forstyrrede mor, redde en feministisk tatoveret stripper fra en lyssky natklub, skaffe nogle penge, finde kærligheden og smugle anabolske steroider. Ganske originalt for en fyr, der føler sig som en nobody.